# Pont de l'Europe (Paris)
Pour les articles homonymes, voir Pont de l'Europe.
Le pont de l'Europe est un pont routier français qui franchit les voies ferrées de la gare Saint-Lazare, au niveau de la Place de l'Europe à Paris. 
Construit en 1863, il apparaît dans de nombreux tableaux majeurs de l'ère impressionniste, notamment Le Pont de l'Europe, gare Saint-Lazare, par Claude Monet, ou encore Le Pont de l'Europe, par Gustave Caillebotte, tous deux peints en 1877.
Il est remplacé en 1931 par le pont actuel.